# زاو مين تون
زاو مين تون (بالبورمية: ဇော်မင်းထွန်း) هو لاعب كرة قدم ميانماري في مركز الدفاع، ولد في 20 مايو 1992 في ماندالاي في ميانمار. شارك مع منتخب ميانمار تحت 23 سنة لكرة القدم ومنتخب ميانمار لكرة القدم. أما مع النوادي، فقد لعب مع نادي ياداناربون ونادي يانغون يونايتد.

## وصلات خارجية
- زاو مين تون على موقع قاعدة بيانات كرة القدم.إي يو (الإنجليزية)
- زاو مين تون على موقع ناشيونال فوتبول تيمز (الإنجليزية)
- زاو مين تون على موقع Soccerway.com (الإنجليزية)
- زاو مين تون على موقع عالم كرة القدم.نت (الإنجليزية)